# Європейські роки
Європейські роки (англ. European Years) — програма Європейського Союзу, яка передбачає щорічне обрання певної теми для загальної дискусії та діалогу між країнами-членами ЄС. Ця програма включає як загальну інформаційну кампанію на тему року, так і проведення окремих заходів на міжнародному, національному і регіональному рівнях. Зачасту Європейський Союз виділяє окреме фінансування для забезпечення цих цілей; останніми роками це фінансуванням становить близько 8-12 мільйонів євро щороку. Європейські роки були засновані у 1983 році; перший Європейський рік був присвячений малому та середньому бізнесу і ремеслам. Поточний 2018 рік визнаний роком культурної спадщини. Дослідники Європейського Союзу розглядають ідею Європейських років як частину офіційної символіки ЄС наряду з прапором чи гімном.

## Діяльність програми

Пам'ятна монета 2 євро, випущена в Сан-Марино на честь Європейського року творчості та інновацій 2009

Ключовою метою Європейських років є підвищення рівня обізнаності жителів Європейського Союзу щодо певної важливої теми та привернення уваги до цієї теми як з боку громадян країн-членів ЄС, так і з боку урядів цих країн. Згідно з офіційним сайтом Європейського союзу, «Європейські роки також посилають сильний публічний та політичний сигнал, що тема [певного року] буде братися до уваги у процесі прийняття політичних рішень в майбутньому». Зачасту в організації заходів у рамках Європейських років беруть участь не тільки країни-члени ЄС, а також країни-кандидати на вступ до ЄС і країни Західних Балкан та Європейської економічної зони.
В рамках конкретного Європейського року проводяться сотні окремих заходів на локальному, національному і міжнародному рівні — наприклад, конференцій, фестивалів, семінарів, виставок, курсів та змагань. Окрім загального привернення уваги до певної теми та розробки загальної інформаційної кампанії, для проведення певного року європейські інституції виділяють додаткове фінансування локальним, національним та міжнародним проектам, які присвячені роботі в рамках визначеної для поточного року теми. Зазвичай розмір фінансування коливається від 8 до 12 мільйонів євро, залежно від конкретного року. Наприклад, на витрати, пов'язані з Європейським роком волонтерства у 2011 році, було спрямовано 8 мільйонів євро (з урахуванням 2 мільйонів євро підготовчих витрат); для Європейського року міжкультурного діалогу у 2008 році ця сума становила близько 10 мільйонів євро.
Вибір теми роки в рамках програми є багатостороннім процесом. Розробляє і пропонує тему Європейська комісія, після чого тема затверджується Європейським парламентом та урядами країн-членів ЄС (тобто Радою Європейського Союзу). Зазвичай за підсумками конкретного року Європейська комісія повинна надати звіт про його результати Європейському парламенту, Раді Європейського Союзу, а також Європейському соціально-економічному комітету.
Європейському року часто присвоюється офіційне гасло, яке втілює його мету і завдання. Наприклад, для Європейського року розвитку (2015) таким гаслом було «Наш світ, наша гідність, наше майбутнє» (англ. Our world, our dignity, our future). Деколи Європейська комісія вирішує не оголошувати Європейський рік; наприклад, так траплялося у 2016 і 2017 роках, а також кілька разів у 1990-их і на початку 2000-их років.
Європейські роки розглядаються експертами як частина офіційної символіки Європейського Союзу. Наприклад, Іен Меннерс (англ. Ian Manners) відносить Європейські роки до тих символічних ритуалів, які «намагаються засвідчити і підтвердити усвідомлення європейської інтеграції у формі ЄС». Кріс Шор (англ. Cris Shore) стверджує, що запровадження програми Європейських років було частиною намагання «реструктурування ритуального календаря шляхом запровадження нових відзначань».

## Список Європейських років
Список Європейських років наводиться згідно з офіційним вебпорталом Європейського союзу.
| Рік  | Тема Європейського року                                         | Додаткова інформація |
| ---- | --------------------------------------------------------------- | -------------------- |
| 2021 | Європейський рік залізниць                                      | [ 10 ]               |
| 2020 | Не проводився                                                   |                      |
| 2019 | Не проводився                                                   |                      |
| 2018 | Європейський рік культурної спадщини                            | [ 11 ]               |
| 2017 | Не проводився                                                   |                      |
| 2016 | Не проводився                                                   |                      |
| 2015 | Європейський рік розвитку                                       | [ 12 ]               |
| 2014 | Європейський рік громадян                                       | [ 13 ]               |
| 2013 | Європейський рік громадян                                       | [ 13 ]               |
| 2012 | Європейський рік активного старіння                             | [ 4 ]                |
| 2011 | Європейський рік волонтерства                                   | [ 7 ]                |
| 2010 | Європейський рік боротьби з бідністю і соціальним відторгненням | [ 14 ]               |
| 2009 | Європейський рік творчості та інновацій                         | [ 15 ]               |
| 2008 | Європейський рік міжкультурного діалогу                         | [ 8 ]                |
| 2007 | Європейський рік рівних можливостей для всіх                    | [ 16 ]               |
| 2006 | Європейський рік мобільності праці                              | [ 17 ]               |
| 2005 | Європейський рік громадянства через освіту                      |                      |
| 2004 | Європейський рік освіти через спорт                             | [ 18 ]               |
| 2003 | Європейський рік людей з обмеженими можливостями                | [ 19 ]               |
| 2002 | Не проводився                                                   |                      |
| 2001 | Європейський рік мов                                            | [ 5 ]                |
| 2000 | Не проводився                                                   |                      |
| 1999 | Європейський рік дій задля подолання насильства проти жінок     |                      |
| 1998 | Європейський рік місцевої і регіональної демократії             |                      |
| 1997 | Європейський рік проти расизму і ксенофобії                     | [ 20 ]               |
| 1996 | Європейський рік безперервного навчання                         | [ 21 ]               |
| 1995 | Європейський рік дорожної безпеки і молодих водіїв              | [ 22 ]               |
| 1994 | Європейський рік харчування і здоров'я                          |                      |
| 1993 | Європейський рік літніх людей і солідарності між поколіннями    |                      |
| 1992 | Європейський рік безпеки, гігієни і захисту здоров'я на роботі  | [ 23 ]               |
| 1991 | Не проводився                                                   |                      |
| 1990 | Європейський рік туризму                                        |                      |
| 1989 | Європейський рік інформації про рак                             |                      |
| 1988 | Європейський рік кіно і телебачення                             |                      |
| 1987 | Європейський рік навколишнього середовища                       |                      |
| 1986 | Європейський рік дорожної безпеки                               |                      |
| 1985 | Європейський рік музики                                         |                      |
| 1984 | Європейський рік Європи для людей                               |                      |
| 1983 | Європейський рік малого та середнього бізнесу і ремесел         |                      |